# Rambla de la Chartera
La rambla de la Chartera es una rambla que desemboca en la margen derecha del río Guadalaviar o Blanco en la localidad de Villel después de recoger las aguas de otras ramblas y barrancos en una cuenca que ocupa gran parte del término municipal de Rubiales y parte del sudeste del término municipal de Villel.

## Toponimia
El topónimo "Rambla de la Chartera" o "Rambla Chartera" va parejo a otros topónimos de Villel como Chartera, Loma Chartera, Canales de Chartera, Umbría Chartera, Senda de la Umbría de Chartera, Trancos de la Chartera, Camino del Campichuelo a Chartera, Camino del Carril de Chartera, Camino del Corral de Chartera y Camino de la Chartera. 
El interés que presenta se debe a ser identificado claramente con una de las lindes que Alfonso II de Aragón dio a los templarios de la Encomienda de Villel en 1180:

Et damos terminos, asin como parte la Rambla del monte et sube a somo del Campillo Aliagoso et por somo de la foç de Chertera et da en Ruviales, prende el cerro, et da en el camino que va a Tormon

Y también recuerda a uno de los lindes que Jaime I de Aragón dio a la villa de Teruel el 18 de marzo de 1239:

Sic incipit a flumine de Guadalaviar et vadit cerro ad turrim de La Cuba que dicitur Serriella; et sicut vadit ad Lossam et ad sumum de Cutema; et exiit ad la covam de Abenferruz et ad sumum de foz de Cherutea; et vadit ad fontem Sarcosa; et vadit ad sumum de portu de Bexxis de la Salada, cum omnibus almansis; et exit ad foxem de Bexxis; et donat per cerrum in turre de talaia de Bexxis et exit ad turrim de la coba de Xerica et de ipsa in sursum.

En aragonés la terminación -era puede ser una evolución de la terminación -ea u -eya, como en los caso de balera (una escoba rústica), chaminera y galera.